# Battle Creek (Nebraska)
Battle Creek és una població dels Estats Units a l'estat de Nebraska. Segons el cens del 2000 tenia 1.158 habitants.

## Demografia
Segons el cens del 2000, Battle Creek tenia 1.158 habitants, 434 habitatges, i 325 famílies. La densitat de població era de 687,9 habitants per km².
Dels 434 habitatges en un 40,6% hi vivien nens de menys de 18 anys, en un 61,8% hi vivien parelles casades, en un 9,7% dones solteres, i en un 25,1% no eren unitats familiars. En el 23,3% dels habitatges hi vivien persones soles el 13,4% de les quals corresponia a persones de 65 anys o més que vivien soles. El nombre mitjà de persones vivint en cada habitatge era de 2,67 i el nombre mitjà de persones que vivien en cada família era de 3,14.
Per edats la població es repartia de la següent manera: un 31,1% tenia menys de 18 anys, un 6,6% entre 18 i 24, un 28,8% entre 25 i 44, un 18,7% de 45 a 60 i un 14,8% 65 anys o més.
L'edat mediana era de 35 anys. Per cada 100 dones de 18 o més anys hi havia 90 homes.
La renda mediana per habitatge era de 43.906 $ i la renda mediana per família de 50.179 $. Els homes tenien una renda mediana de 34.792 $ mentre que les dones 20.536 $. La renda per capita de la població era de 16.996 $. Aproximadament el 4,3% de les famílies i el 6,7% de la població estaven per davall del llindar de pobresa.

## Poblacions més properes
El següent diagrama mostra les poblacions més properes.